# Ulf von Euler
Ulf Svante von Euler (7.2.1905 – 9.3.1983) là một nhà sinh lý học và dược lý học người Thụy Điển, đã đoạt giải Nobel Sinh lý và Y khoa năm 1970 cho công trình nghiên cứu về các neurotransmitter.

## Cuộc đời
Ulf von Euler sinh tại Stockholm, là con trai của 2 nhà khoa học nổi tiếng - Dr. Hans von Euler-Chelpin, giáo sư hóa học, và Dr. Astrid Cleve, giáo sư thực vật học và địa chất học.
Cha ông là người gốc Đức, người đã đoạt giải Nobel Hóa học năm 1929, còn ông ngoại là Per Teodor Cleve, giáo sư hóa học tại trường Đại học Uppsala và là người đã phát hiện các nguyên tố hóa học thulium và holmi.
Sinh trong môi trường một gia đình khoa học, nên ông cũng có khiếu về khoa học và nghiên cứu. Năm 1922 ông học y học ở Học viện Karolinska. Tại đây, ông làm việc dưới sự hướng dẫn của Robin Fåhraeus về tốc độ huyết trầm cùng Lưu biến học và nghiên cứu về sinh lý bệnh học của sự hẹp mạch. Ông trình luận án tiến sĩ năm 1930, và được bổ nhiệm làm phụ tá giáo sư khoa dược lý học trong cùng năm, với sự hỗ trợ của Göran Liljestrand.
Từ năm 1930 tới năm 1931 von Ulf được học bổng Rochester để làm các nghiên cứu hậu tiến sĩ ở nước ngoài. Ông sang Anh nghiên cứu với Sir Henry Dale ở London và với I. de Burgh Daly ở Birmingham, sau đó ông trở về lục địa nghiên cứu với Corneille Heymans ở Ghent, Bỉ và với Gustav Embden ở Frankfurt, Đức.
Von Euler thích du hành, nên ông cũng học và nghiên cứu khoa Lý sinh với Archibald Vivian Hill, cũng lại ở London năm 1934, và nghiên cứu bản vận động (neuromuscular junction) với G. L. Brown năm 1938. Từ năm 1946-1947, ông làm việc với Eduardo Braun-Menéndez ở Instituto de Biología y Medicina Experimental (Viện sinh lý Y học thực nghiệm) ở Buenos Aires (Argentina) do Bernardo Houssay thành lập.
Bản năng chính xác về chọn làm việc với các nhà lãnh đạo khoa học và các lãnh vực khoa học quan trọng đã được chứng minh bởi sự kiện là cả Dale, Heymans, Hill và Houssay đều đoạt giải Nobel Sinh lý và Y khoa.
Từ năm 1930 tới năm 1957, von Euler kết hôn với Jane Sodenstierna. Họ có bốn người con: Hans Leo, nhà khoa học quản lý Các viện Y tế quốc gia, Bethesda, Maryland, (Hoa Kỳ) (đã nghỉ hưu); Johan Christopher, bác sĩ gây mê, bệnh viện Serafimer, Stockholm; Ursula Katarina, Ph.D., quản lý nhà bảo tàng nghệ thuật Hoàng gia Thụy Điển, Stockholm; và Marie Jane, kỹ sư hóa học, Melbourne, Úc.
Năm 1958, von Euler tái hôn với Dagmar Cronstedt.

## Sự nghiệp
Thời gian ngắn làm nghiên cứu sinh hậu tiến sĩ tại phòng thí nghiệm của Dale đã mang lại nhiều kết quả: năm 1931 ông cùng với John H. Gaddum khám phá ra một yếu tố cấu tạo dược lý tự động (autopharmacological) quan trọng, substance P. Sau khi trở lại Stockholm, von Euler tiếp tục theo đuổi việc nghiên cứu này và đã liên tục phát hiện 4 chất nội sinh hoạt động quan trọng khác là prostaglandin, vesiglandin (1935), piperidine (1942) và noradrenaline(1946).
Năm 1939 von Euler được bổ nhiệm làm giáo sư sinh lý học ở Học viện Karolinska, ông giữ chức này tới năm 1971. Việc cộng tác với Göran Liljestrand trước kia đã dẫn tới một khám phá quan trọng, được đặt tên là cơ cấu Euler-Liljestrand (Euler-Liljestrand mechanism) (một shunt động mạch sinh lý để đáp ứng việc giảm oxy hóa cục bộ của phổi).
Tuy nhiên, từ năm 1946 trở đi, khi "noradrenaline" được phát hiện, von Euler hướng công trình nghiên cứu của mình vào lãnh vực này. Ông và nhóm của ông nghiên cứu kỹ sự phân bố của nó trong các mô và trong hệ thần kinh trong điều kiện sinh lý cũng như bệnh lý, và phát hiện ra là noradrenaline được sản xuất và tích trữ trong đầu khớp dây thần kinh trong các túi nội bào, một phát hiện then chốt đã làm thay đổi đột ngột tiến trình của nhiều cuộc nghiên cứu trong lãnh vực này. Năm 1970 ông được thưởng giải Nobel cho công trình nghiên cứu này, chung với Bernard Katz và Julius Axelrod.
Từ năm 1953 ông hoạt động tích cực trong Quỹ Nobel, là thành viên của Ủy ban giải Nobel Sinh lý và Y khoa, và làm trưởng ban này từ năm 1965. Ông cũng làm phó chủ tịch "Liên minh quốc tế Khoa Sinh lý học" (International Union of Physiological Sciences) từ năm 1965 tới năm 1971.
Ngoài giải Nobel Sinh lý và Y khoa năm 1970, ông cũng đoạt giải Gairdner (1961), giải Jahre (1965), giải Stouffer (1967), huy chương Carl Ludwig (1953), Schmiedeberg Plaquette (1969), La Madonnina (1970), nhiều bằng tiến sĩ danh dự của nhiều trường đại học trên thế giới và là hội viên của nhiều hội khoa học, y học.
Dr. von Euler từ trần ngày 9.3.1983.